# In the Flesh (série de televisão)
“In The Flesh” é uma série britânica produzida pela BBC, que começou a ser exibida na BBC Three, em 17 de março de 2013. A Série foi criada e escrita por Dominic Mitchell. A história se passa 3 anos após a "Ascensão" (The Rising), em um mundo Pós-Apocalíptico Zumbi, os seres reanimados, ou Portadores da Síndrome de Morte Parcial, são reintegrados à sociedade. A série centra-se no adolescente Kieren Walker, portador da síndrome, que retorna a sua comunidade natal, a pequena Lancashire, e enfrenta preconceitos e traumas.  
A série teve um bom número de audiência, o que garantiu uma Segunda Temporada de 6 episódios, indo ao ar em 04 de maio de 2014.